# Elecciones municipales de Chile de 1944
Las elecciones municipales de Chile de 1944 se realizaron el 2 de abril. La izquierda estaba asociada desde octubre de 1942 en la Alianza Democrática, compuesta por radicales, socialistas, comunistas y democráticos. La derecha estaba compuesta por liberales y conservadores, además de existir otros pequeños grupos de oposición. 
El resultado de las elecciones benefició a la Alianza Democrática, que obtuvo la mayoría absoluta de los votos. Dentro del pacto los más fortalecidos fueron los radicales, que junto con los democráticos aumentaron su votación. En contraste, el Partido Socialista, producto de su división, sufrió un notorio desgaste. Dentro de la oposición, los conservadores aumentaron su cuota de regidores, mientras que el gran perdedor fue el Partido Liberal. La consecuencia política más importante de esta elección fue que el fortalecimiento electoral del radicalismo contribuyó a endurecer las posiciones de este partido frente al ejecutivo en las disputas que sostuvo con el presidente Juan Antonio Ríos.

## Resultados
| Partido                                   | Sigla                  | Votos   | %?      | Cand.? | Reg.? | %?      | ± %?    |
| ----------------------------------------- | ---------------------- | ------- | ------- | ------ | ----- | ------- | ------- |
| Partido Radical                           | PR                     | 123 138 | 24,70 % | 788    | 453   | 29,70 % | 3,27 %  |
| Partido Conservador                       | PCon                   | 104 378 | 20,94 % | 606    | 340   | 22,30 % | 4,53 %  |
| Partido Liberal                           | PL                     | 71 805  | 14,41 % | 545    | 272   | 17,84 % | -4,77 % |
| Partido Democrático                       | PDo                    | 45 735  | 9,30 %  | 473    | 97    | 6,36 %  | 3,91 %  |
| Partido Socialista                        | PS                     | 42 250  | 8,48 %  | 351    | 118   | 7,74 %  | -5,98 % |
| Partido Progresista Nacional              | PPN                    | 32 219  | 6,40 %  | 188    | 65    | 4,26 %  | 0,04 %  |
| Falange Nacional                          | FN                     | 15 533  | 3,12 %  | 196    | 31    | 2,03 %  | -1,41 % |
| Partido Socialista de Trabajadores        | PST                    | 11 050  | 2,20 %  | 65     | 21    | 1,38 %  |         |
| Partido Agrario                           | PA                     | 5523    | 1,18 %  | 62     | 22    | 1,51 %  | -0,01 % |
| Partido Demócrata                         | PDa                    | 3924    | 0,8 %   | 19     | 1     | 0,06 %  | 0,21 %  |
| Independientes                            |                        | 42 879  | 8,60 %  | 303    | 105   | 6,89 %  |         |
| Total de votos válidos                    | Total de votos válidos | 498 434 | 100 %   |        |       |         |         |
| Fuente: Dirección del Registro Electoral. |                        |         |         |        |       |         |         |

## Alcaldías 1944-1947

### Listado de alcaldes electos
Listado de alcaldes elegidos en las principales ciudades del país.
| Municipio | Municipio    | Alcalde electo                                           |
| --------- | ------------ | -------------------------------------------------------- |
|           | Arica        | Oscar Quina Pieper Partido Radical                       |
|           | Iquique      | Anaximandro Bermúdez Morales Partido Liberal             |
|           | Calama       | Ernesto Meza Jeria Partido Comunista                     |
|           | Antofagasta  | Héctor Albornoz Véliz Partido Comunista                  |
|           | Copiapó      | Humberto Rivera Medina Partido Radical                   |
|           | La Serena    | Ernesto Aguirre Valín Partido Radical                    |
|           | Coquimbo     | Luis Balanda Camino Partido Radical                      |
|           | Rancagua     | Jorge Grimberg Partido Radical                           |
|           | Concepción   | Luis Luco Cruchaga Partido Democrático                   |
|           | Valdivia     | Germán Saelzer Balde Partido Liberal                     |
|           | Puerto Montt | José Vicente Lobos Toledo Partido Liberal                |
|           | Punta Arenas | Emilio Salles Thurler Partido Regionalista de Magallanes |

### Listado de alcaldes designados
De acuerdo al Art. 68 del Decreto Supremo N.º 1.472 del 24 de julio de 1941: "en las municipalidades de Santiago, Valparaíso y Viña del Mar, los alcaldes serán nombrados por el presidente de la República y durarán en sus funciones igual período de tiempo que corresponde a la municipalidad".
| Municipio | Municipio    | Alcalde designado                           |
| --------- | ------------ | ------------------------------------------- |
|           | Viña del Mar | Gustavo Fricke Schencke Partido Conservador |
|           | Valparaíso   | Rolando Rivas Fernández Partido Radical     |
|           | Santiago     | Galvarino Gallardo Nieto Partido Radical    |